# فتحي الخماسي
 الدكتور فتحي الطيب الخماسي  عالم وفقيه تونسي معاصر(مواليد25 جمادى الثاني 1383هـ/تشرين الأول 1963م، بالجريصة الكاف تونس)، من أهل السنة، أمرين عام مساعد للاتحاد العالمي لنقابات الأشراف بلندن وويلز.

## المؤهلات العلمية
- دكتوراه في الشريعة الإسلامية اختصاص الفقه المقارن/ الفقه الجنائي الإسلامي، القسم العام, جامعة أم درمان السودان.
- مقرر بجامعة الإمام محمد بالرياض مقرر جامعة العلوم والتكنولوجيا بدولة الكويت.
- ماجستير في الشريعة الإسلامية، اختصاص الفقه المقارن/ الضرورة المرحلية في تطبيق القانون الجنائي الإسلامي، قسم الحدود, جامعة أم درمان السودان, سنة 1998م.
- دبلوم في الفقه المقارن من جامعة أم درمان السودان, سنة 1995.
- بكالوريوس في اللغة العربية والدراسات الإسلامية، كلية الدعوة الإسلامية الجامعة الليبية, سنة 1994م,

## الخبرات العملية
- أستاذ محاضر، وعضو اللجنة العلمية لفرع جامعة أم درمان بدمشق, من 2002م إلى سنة 2012 م.
- أستاذ محاضر بكلية الشريعة بفرع جامعة الأزهر بدمشق, من 2004 إلى سنة 2009.
- أستاذ محاضر بفرع جامعة طرابلس بدمشق لسنة 2008م / 2009

## كتب ومنشورات باللغة العربية
- الفقه الجنائي الإسلامي, دار قتيبة, دمشق.
- الضرورة المرحلية في تطبيق القانون الجنائي الإسلامي, دار قتيبة دمشق.
- مشروعية بيع التقسيط في الفقه الإسلامي, دارقتيبة.
- إشكالية الأصالة وأخلاقيات المجتمع العربي في الفكر المعاصر, دار قتيبة دمشق.
- علم الإجرام والعقاب، دار أفنان دمشق، مقرر بكلية الشريعة والقانون أم درمان فرع دمشق.
- الأقضية والدعاوي والبينات, دار افنان.
- الأحرف السبعة وارتباطها بالقراءات، دار المعرفة دمشق.
- موسوعة الفقه الإسلامي المقارن( كيفية تطبيق الأصول على الفروع) المطبوع الجزء الأول والجزء الثاني، مقرر في كلية الشريعة فرع الآزهر بدمشق.
- مصحف القراءات بالترميز اللوني, دار الخير دمشق.
- التبصرة في كلام الله الولي المولى، بسط معاني القرآن الكريم على هامشه بطريق السجع, دار النعمان دمشق.
- مقاصد الإسلام من التشريع في المعاملات والآداب العامة للشيخ طاهر بن عاشور تحقيق وشرح لفكر الشيخ، دار غار حراء دمشق.
- إيضاح المسالك إلى قواعد الإمام أبي عبد الله مالك، شرح كامل القواعذ، تحت الطبع, دار غار حراء دمشق.

القواعد للمقري المالكي، شرح وافي وكافي، لم يطبع بعد

## مؤتمرات وندوات
- المؤتمر العالمي للقراءات الغربية للقرآن الكريم بدمشق سنة 2008, وبعنوان تأريخ القراءات.
- ندوات فكرية حول موضوعات فقهية بدمشق على مدى 20 عاما.
- شراكة في مجلة مرآة الثقافة بدممش ستة 2004م.
- المشاركة في الموضوعات الفكرية والفقهية في وسائل الإعلام العربية.
- المشاركة في عديد المحاضرات في تكوين الأئمة والخطباء من مختلف دول العالم الإسلامي بدمشق.

## شهادات تقدير
- شهادة دكتوراه فخرية من الاتحاد العالمي لنقابات الأشراف سنة 2012م.,
- شهادة تقدير من كلية الشريعة والقانون على الجهد العلمي المبذول.

## أخذ عنهم العلم
- أ.د مصطفى سعيد الخن.
- أ.د مصطفى ديب البغا.
- أ.د محمد خير هيكل.
- أ.د محمد علي سلطاني.
- أ.د محمد الزحيلي.
- أ.د محمد سعيد رمضان البوطي.
- أ.د نور الدين عتر.
- د. الشيخ بشير المفشي.